# 3-オキソアシル-(アシル輸送タンパク質)レダクターゼ (NADH)
3-オキソアシル-[アシル輸送タンパク質]レダクターゼ (NADH)（3-oxoacyl-[acyl-carrier-protein] reductase (NADH)）は、次の化学反応を触媒する酸化還元酵素である。
(3R)-3-ヒドロキシアシル-[アシル輸送タンパク質] + NAD+ {\displaystyle \rightleftharpoons } 3-オキソアシル-[アシル輸送タンパク質] + NADH + H+
すなわち、この酵素の基質は(3R)-3-ヒドロキシアシル-[アシル輸送タンパク質]とNAD+、生成物は3-オキソアシル-[アシル輸送タンパク質]とNADHとH+である。
組織名は(3R)-3-hydroxyacyl-[acyl-carrier protein]:NAD+ oxidoreductaseである。